# Монгольские письменности

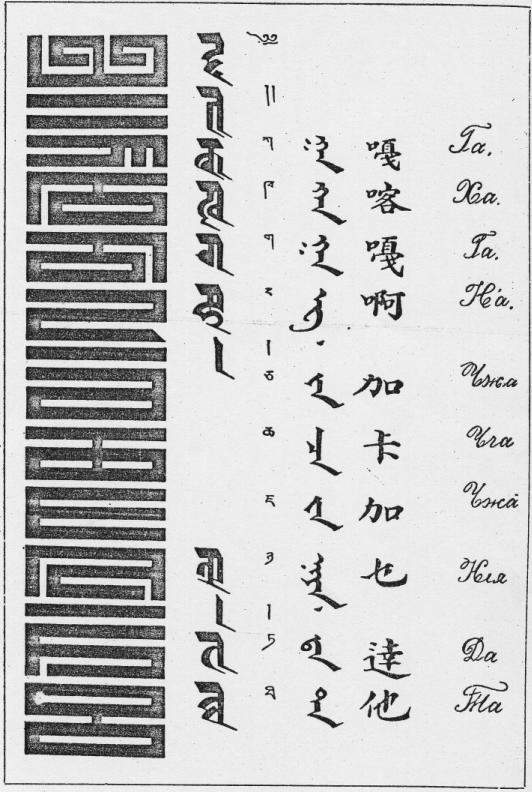
Таблица соответствия квадратного письма с ланцза, тибетским алфавитом, старомонгольским письмом, китайскими иероглифами для фонетики, и транскрипцией названия букв по-русски

Монгольские письменности — различные по происхождению и возникавшие в разное время системы письма, использовавшиеся для записи монгольского языка.
Начиная с XIII века монгольскими народами для записи монгольских языков использовалось около 10 систем письма. Некоторые из этих систем впоследствии были приспособлены для других языков.
Древнейшая из собственно монгольских систем письма — старомонгольское письмо (классическое монгольское письмо) — оказалась наиболее успешной из них, и после ряда модификаций продолжает активно использоваться до настоящего времени, в первую очередь в КНР.
Внимание великих держав вызвало к жизни, начиная с середины XIX века, ряд проектов письменностей на основе латиницы и кириллицы. В 1940 году, в результате сближения с Советским Союзом, Монголия перешла на кириллицу, которая в настоящее время остается основной системой письма в стране, хотя рассматривались проекты перехода на латиницу.
По принятому правительством в 2015 году закону, переход на традиционную монгольскую письменность в официальном документообороте (параллельно с кириллицей) должен был завершиться к 2025 году.

## Старомонгольская письменность
(Классическая монгольская письменность)
По одной из легенд, в начале становления Монгольской империи, около 1204 года, Чингис-хан победил найманов и захватил уйгурского писца, Тататунгу, который приспособил для записи монгольского языка уйгурский алфавит (восходящий через согдийский к сирийскому алфавиту).
По другой легенде, Чингис-хан потребовал создать письменность на основе архаичного в его времена произношения, чтобы письменность объединяла носителей различных диалектов того времени. Эта легенда объясняет характерное несоответствие норм орфографии старомонгольской письменности произносительным нормам. В свою очередь, это несоответствие послужило официальным оправданием для кириллизации бурятского и монгольского языков.

Её наиболее заметной чертой является вертикальное направление письма — это единственная активно использующаяся вертикальная письменность, в которой строки записываются слева направо.

Слово «Монгол», записанное старомонгольским шрифтом

Эта письменность с небольшими изменениями дошла до наших дней и используется монголами КНР, в первую очередь во Внутренней Монголии.
Кроме монгольского языка и ряда его диалектов, на территории КНР старомонгольское письмо применяется для записи эвенкийского языка.
В 1990-х гг. в Монголии старомонгольскому письму был возвращён официальный статус, но сфера его применения осталась ограниченной.

### Тодо-бичиг
(«ясное письмо»)
В 1648 году буддистский монах Зая-Пандита создал собственный вариант старомонгольской письменности с целью сближения письменного языка и современного ему произношения, а также для облегчения транскрипции тибетского языка и санскрита. Впоследствии он бытовал как среди ойратов, так и среди монголов параллельно со старомонгольским письмом (у монголов — неофициально, в книгах для чтения и т. п.) Тодо-бичиг использовался калмыками в России до 1924 года, после чего был замещен кириллицей. В настоящее время письменность используется ойратами, проживающими в Синьцзяне (КНР).

### Вагиндра
Разновидность старомонгольской письменности, созданная в 1905 году бурятским монахом Агваном Доржиевым (1850—1938). Его задачей было устранение неоднозначностей в орфографии и возможность записи наряду с монгольским русского языка. Наиболее значительным нововведением было устранение вариативности формы символов в зависимости от положения — все знаки основывались на среднем варианте старомонгольского письма.

## Квадратное письмо
(пагба, дөрвөлжин бичиг, хор-йиг)

Слово «Wiki», записанное письмом пагба

Классическая монгольская письменность не подходила для языков с отличной от монгольской фонологией, в частности, китайского языка. Примерно в 1269 году основатель династии Юань монгольский хан Хубилай приказал тибетскому монаху Дромтону Чогьял Пагпе (Пагба-лама) разработать новый алфавит, который должен был использоваться во всей империи. Пагпа использовал тибетское письмо, добавив в него символы для отображения монгольской и китайской фонетики и задал аналогичный старомонгольскому порядок написания знаков сверху вниз и строк слева направо.
Письменность вышла из употребления вместе с падением династии Юань в 1368 году. После этого она эпизодически использовалась в качестве фонетической записи монголами, изучавшими китайскую письменность, а также вплоть до XX века тибетцами в эстетических целях как модификация тибетского алфавита. Некоторые ученые, например, Гари Ледьярд, полагают, что она оказала прямое влияние на корейский алфавит хангыль.

## Соёмбо

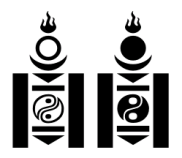
Два варианта символа соёмбо

Соёмбо — абугида, созданная монгольским монахом и ученым Богдо Дзанабадзаром в конце XVII века. Кроме собственно монгольского, она использовалась для записи тибетского языка и санскрита. Особый знак этой письменности, соёмбо, стал национальным символом Монголии и изображен на государственном флаге (с 1921 года), и на гербе (с 1992 года), а также на деньгах, почтовых марках и т. д.
Целью Дзанабадзара было создание письменности, удобной для перевода буддистских текстов с санскрита и тибетского — в этом качестве она широко использовалась им и его учениками. Соёмбо встречается в исторических текстах, а также в храмовых надписях.
Письменность соёмбо отражает определённый этап в развитии монгольского языка, в частности, эволюции долгих гласных, поэтому является ценным источником в лингвистических исследованиях.

## Горизонтальное квадратное письмо
Примерно в то же время Дзанабадзаром было разработано горизонтальное квадратное письмо, которое было вновь открыто в 1801 году. Подробности его использования неизвестны.

## Латиница
В 1930 году под влиянием латинизации в СССР в Монгольской Народной Республике был разработан проект алфавита на латинской основе. Этот алфавит использовался в ряде статей в газете «Yнэн», но официального статуса не получил. Этот алфавит включал следующие буквы: A a, B b, C c, Ç ç, D d, E e, F f, G g, H h, I i, J j, K k, L l, M m, N n, O o, Ө ө, P p, R r, S s, Ş ş, T t, U u, V v, Y y, Z z, Ƶ ƶ
В 1940 году было принято решение о переходе монгольского языка на латинский алфавит и началась работа по разработке алфавита. 21 февраля 1941 года Монголия официально перешла на модифицированный латинский алфавит. Однако, уже спустя месяц, 25 марта, это решение было отменено. Согласно официальным объяснениям, принятая система письма оказалась недостаточно продуманной: она не охватывала всех звуков монгольского языка и была сложна в использовании.
Принятие кириллицы произошло практически одновременно с кириллизацией в СССР, поэтому отказ от латиницы мог быть обусловлен политическими соображениями.
Монгольский латинизированный алфавит, принятый в 1941 году:
| A a | B b   | C c | Ch ch | D d | E e | F f | G g | H h   | I i |
| J j | K k   | L l | M m   | N n | O o | Ө ө | P p | Q q   | R r |
| S s | Sh sh | T t | U u   | W w | X x | Y y | Z z | Zh zh |     |

Долгота гласных обозначалась апострофом после буквы.
В 1975 году началась подготовка к латинизации монгольской письменности в Китае. По плану латинизированный алфавит должен был быть внедрён в 1977 году, но смерть Мао Цзэдуна и начавшиеся изменения во внутренней политике не дали проекту осуществиться.

## Кириллица

Слово «Монгол» ("Монголия", "монгольский"), записанное кириллицей

Наиболее молодой монгольской письменностью является модифицированный вариант кириллицы (русский алфавит плюс две дополнительные буквы — Ө ө [ö] и Ү ү [ü]). Введена указом от 25 марта 1941 года. В первой версии алфавита вместо ныне принятых знаков Ө ө и Ү ү употреблялись диграфы Оь оь и Уъ уъ, однако уже в мае 1941 года алфавит принял современный вид. При этом до лета 1945 года долгие гласные обозначались с помощью макрона, а не путём удвоения буквы, как в настоящее время.
Орфография в основном фонетическая. Основное упущение данной орфографии — в ряде случаев без знания языка отсутствует возможность дифференцировать звуки n и ŋ, так как специального знака для ŋ нет.
| кириллица | МФА |  | кириллица | МФА |  | кириллица | МФА |  | кириллица | МФА |
| --------- | --- |  | --------- | --- |  | --------- | --- |  | --------- | --- |
| Аа        | a   |  | Ии        | i   |  | Пп        | p   |  | Чч        | tʃ  |
| Бб        | b   |  | Йй        | j   |  | Рр        | r   |  | Шш        | ʃ   |
| Вв        | w   |  | Кк        | k   |  | Сс        | s   |  | Щщ        | stʃ |
| Гг        | ɡ   |  | Лл        | ɮ   |  | Тт        | t   |  | Ъъ        |     |
| Дд        | d   |  | Мм        | m   |  | Уу        | ʊ   |  | Ыы        | i   |
| Ее        | je  |  | Нн        | n   |  | Үү        | u   |  | Ьь        | ʲ   |
| Ёё        | jɔ  |  | Оо        | ɔ   |  | Фф        | f   |  | Ээ        | e   |
| Жж        | dʒ  |  | Өө        | o   |  | Хх        | x   |  | Юю        | jʊ  |
| Зз        | dz  |  |           |     |  | Цц        | ts  |  | Яя        | ja  |

Во Внутренней Монголии принята латинская транслитерация и упрощённая транскрипция, вместо Оо и Уу использующая для заднеязычных гласных «o», а вместо соответствующих переднеязычных гласных Үү и Өө (см. Сингармонизм) использующая «u», но значительная часть филологов Внутренней Монголии получает образование в Улан-Баторе, а стандарт не используется обязательно. В результате возникает вариативность в написании с использованием «необязательных» умляутов в латинице, например, отсутствует единый стандарт для латинического наименования города Хух-Хото.

## Иностранные системы письма
До XIII века монгольский язык часто записывался с использованием иностранных систем письма. В областях, покоренных Монгольской империей, зачастую использовались местные письменности.
Часто монгольский язык транскрибировался китайскими иероглифами — ими записан, в частности, единственный сохранившийся экземпляр Сокровенного сказания монголов. Б. И. Панкратов приводит сведения, говорящие, что иероглифическая транскрипция этого и ряда других памятников делалась для обучения китайских дипломатов и чиновников монгольскому языку.
Нанимавшиеся монголами на административные должности представители народов Ближнего Востока и Центральной Азии часто использовали для записи монголоязычных документов персидский или арабский алфавиты.
С усилением позиций буддизма среди монголов, начиная с XVII века появляется значительное число образованных в тибетской традиции монгольских монахов. Они использовали тибетский алфавит, не модифицируя его, для записи собственных произведений, в том числе поэзии, при этом в основном перенося в свои записи нормы орфографии старомонгольского алфавита.